# 湯姆·沃爾夫 (政治家)
湯姆·沃爾夫（英語：Tom Wolf；1948年11月17日—）是美國的一位政治人物和商人。湯姆·沃爾夫自2015年開始擔任第47任賓夕法尼亞州州長。沃爾夫的黨籍是民主黨。沃爾夫在2014年的州長選舉中當選。在當選州長之前，沃爾夫曾經是一位商人。